# Aponiho palác
Aponiho palác (dříve ve variantě z maďarštiny jako Apponyiho palác) je dům postavený v rokokovém slohu nacházející se v bratislavské části Staré Město v ulici Radničná 1. Nyní je součástí Staré radnice.

## Historie

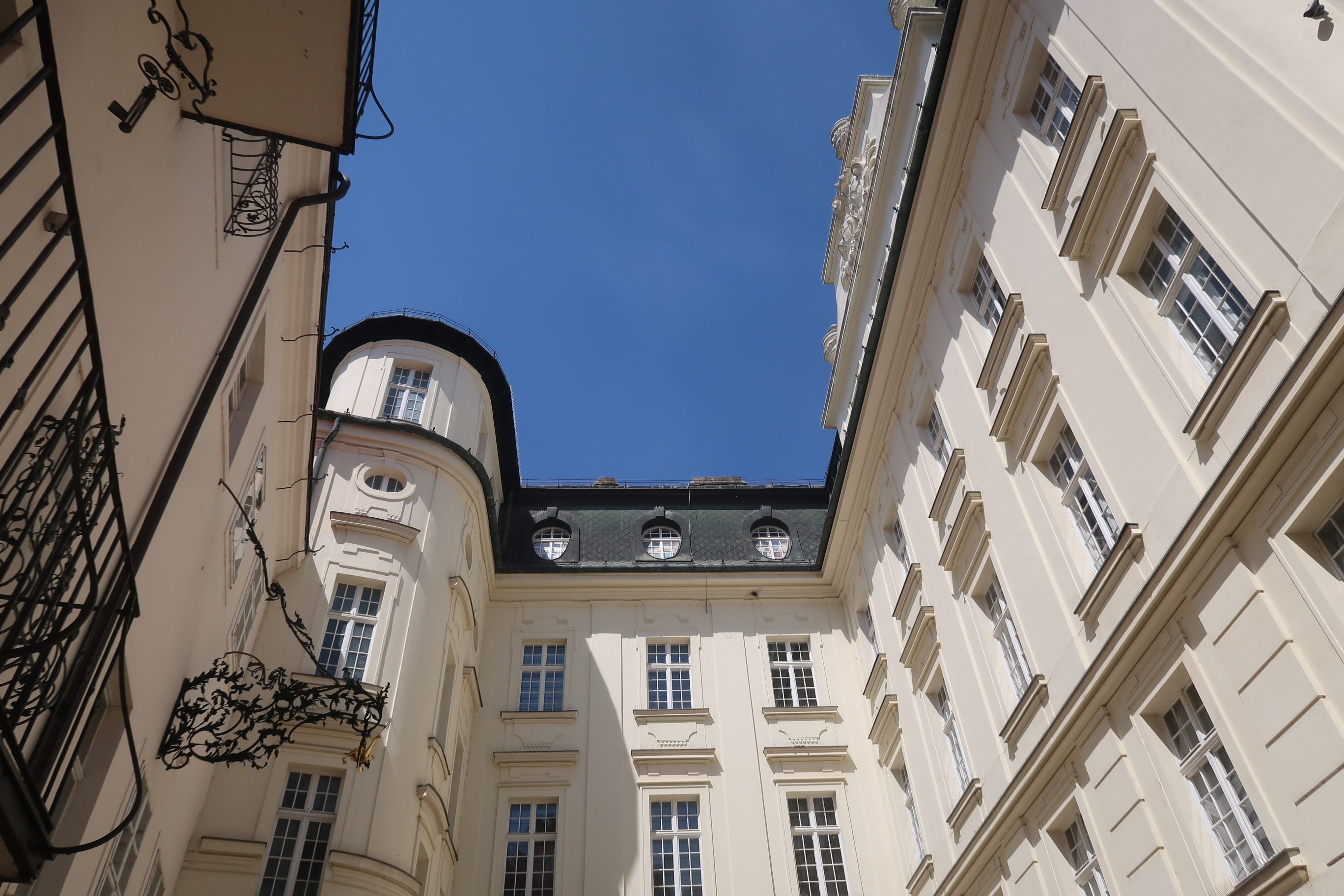
Nádvoří paláce

Palác byl postaven v letech 1761–1762 hrabětem Jurajem Apponyim. V roce 1867 odkoupilo palác město pro potřeby magistrátu. Od té doby patří budova pod správu města nebo městských organizací. Několikrát byly paláci provedeny stavební úpravy pro potřeby města.
V roce 2006 došlo k rozsáhlé rekonstrukci budovy kvůli jejímu nevyhovujícímu stavu. Dne 27. dubna 2008 byl po rekonstrukci palác znovu zpřístupněn veřejnosti v rámci kulturního programu otevřených dveří Bratislava pre všetkých.
V současnosti se v paláci nachází expozice Městského muzea, která prezentuje dějiny Bratislavy.